# Hinrich Horstkotte
Hinrich Horstkotte (* 1972 in Bonn) ist ein deutscher Bühnenbildner und Regisseur.

## Leben
Horstkotte wuchs in Berlin auf. Zunächst war er Marionettenspieler, bevor er von 1992 bis 1998 Bühnenbild, Kostüm und Dramaturgie an der Akademie der Bildenden Künste München bei Karl-Ernst Herrmann und Ursel Herrmann studierte, für die er auch als Assistent fungierte. Anschließend wirkte er primär als freier Bühnen- und Kostümbildner in München, Chemnitz, Detmold und Nürnberg, arbeitete aber auch als Regisseur, insbesondere mit dem 1994 von ihm gegründeten Inboccallupo-Ensemble Berlin.
Inzwischen inszeniert er – oft in eigener Ausstattung – an der Staatsoper Berlin, in Augsburg, Bremerhaven, Chemnitz, Dessau, Detmold, Dortmund, Halberstadt, Hof, Innsbruck, Luxemburg, Krefeld/Mönchengladbach, Meiningen, Oldenburg, Saarbrücken, Ulm, Taipeh (Taiwan), an der Jyske Opera, an der Volksoper Wien und am Salzburger Marionettentheater sowie bei Festivals in Rheinsberg, Potsdam-Sanssouci und Innsbruck.
Lehraufträge hatte Horstkotte an der Universität der Künste Berlin und an der Technischen Universität in Berlin und erteilte szenischen Unterricht am Opernstudio der Staatsoper Berlin.

## Inszenierungen (Auswahl)
- 1999 Peter Tschaikowski: Pique Dame. Theater Dortmund
- 2001 Pasticcio: Der unendliche Gesang des Orpheus. Kammeroper Schloss Rheinsberg
- 2002 Carl Heinrich Graun: L’Orfeo. Musikfestspiele Potsdam-Sanssouci
- 2003 Giuseppe Verdi: Un ballo in maschera. Theater Chemnitz
- 2006 Wolfgang Amadeus Mozart: Idomeneo. Theater Chemnitz
- 2009 Wolfgang Amadeus Mozart: Die Zauberflöte. Landestheater Detmold
- 2011 Wolfgang Amadeus Mozart: Die Hochzeit des Figaro. Landestheater Detmold
- 2011 Francesco Cavalli: La Calisto. Festwochen der Alten Musik, Innsbruck
- 2012 Richard Wagner: Das Liebesverbot. Landesbühnen Sachsen Radebeul
- 2012 Charles Gounod: Faust. Anhaltisches Theater Dessau
- 2012 Leo Fall: Madame Pompadour. Volksoper Wien
- 2013 Giulio Caccini: L'Euridice. Festwochen der Alten Musik, Innsbruck
- 2013 Johann Strauß: Eine Nacht in Venedig. Volksoper Wien
- 2014 Jacques Offenbach: Les contes d'Hoffmann. Theater Krefeld-Mönchengladbach
- 2014 Berthold Goldschmidt: Der gewaltige Hahnrei. Theater Bremerhaven
- 2015 Dmitri Schostakowitsch: Lady Macbeth vom Mzensk. Anhaltisches Theater Dessau
- 2017 Giacomo Puccini: Turandot. Theater Chemnitz
- 2017 Carl Maria von Weber: Der Freischütz. Staatstheater Augsburg
- 2018 Giuseppe Verdi: Rigoletto. Oldenburgisches Staatstheater
- 2018 Albert Lortzing: Zar und Zimmermann. Volksoper Wien
- 2018 Sergej Prokofjew: Die Liebe zu den drei Orangen. Anhaltisches Theater Dessau
- 2019 Peter Tschaikowski: Jewgeni Onegin. Den Jyske Opera (Danish National Opera)
- 2020 Antonín Dvořák: Rusalka. Oldenburgisches Staatstheater
- 2021 Georg Friedrich Händel: Amadigi. Staatstheater Meiningen
- 2021 Franz von Suppè: Der Teufel auf Erden. Volksoper Wien
- 2022 Richard Strauss: Ariadne auf Naxos. Theater Ulm
- 2022 Leo Délibes: Lakmé. Tiroler Landestheater Innsbruck
- 2023 Georges Bizet: Ivan IV. Staatstheater Meiningen

- 2023 Gaetano Donizetti: Lucia di Lammermoor. Staatstheater Augsburg
- 2024 Benjamin Britten: Peter Grimes. Oldenburgisches Staatstheater
- 2024 Giacomo Puccini: Tosca. Weiwuying Centre of the Performing Arts, Kaohsiung
- 2025 Georg Friedrich Händel: Rinaldo. Händelfestspiele Karlsruhe

## Auszeichnungen
- 1998: Debütantenpreis der Bayerischen Staatsregierung[1]
- 2024: Oper! Award für Beste Wiederentdeckung: „Ivan IV“/Staatstheater Meiningen[2]